# تپه چیاپهن
تپه چیاپهن در شهرستان کوهدشت، بخش طرهان، دهستان طرهان، ۸۵۰ متری شرق روستای پشت تنگ علیا واقع شده و این اثر در تاریخ ۲۸ اسفند ۱۳۸۵ با شمارهٔ ثبت ۱۸۲۹۰ به‌عنوان یکی از آثار ملی ایران به ثبت رسیده است.